# Böyük Kəsik
Böyük Kəsik (ryska: Bëyuk-Kyasik) är en ort i Azerbajdzjan.   Den ligger i distriktet Ağstafa Rayonu, i den nordvästra delen av landet, 400 km väster om huvudstaden Baku. Böyük Kəsik ligger 268 meter över havet och antalet invånare är 1 791.
Terrängen runt Böyük Kəsik är platt åt sydväst, men åt nordost är den kuperad. Närmaste större samhälle är İkinci Şıxlı, 11,4 km sydväst om Böyük Kəsik.
Trakten runt Böyük Kəsik består till största delen av jordbruksmark. Runt Böyük Kəsik är det ganska tätbefolkat, med 72 invånare per kvadratkilometer.